# Britische Nationalmannschaft bei der Internationalen Sechstagefahrt

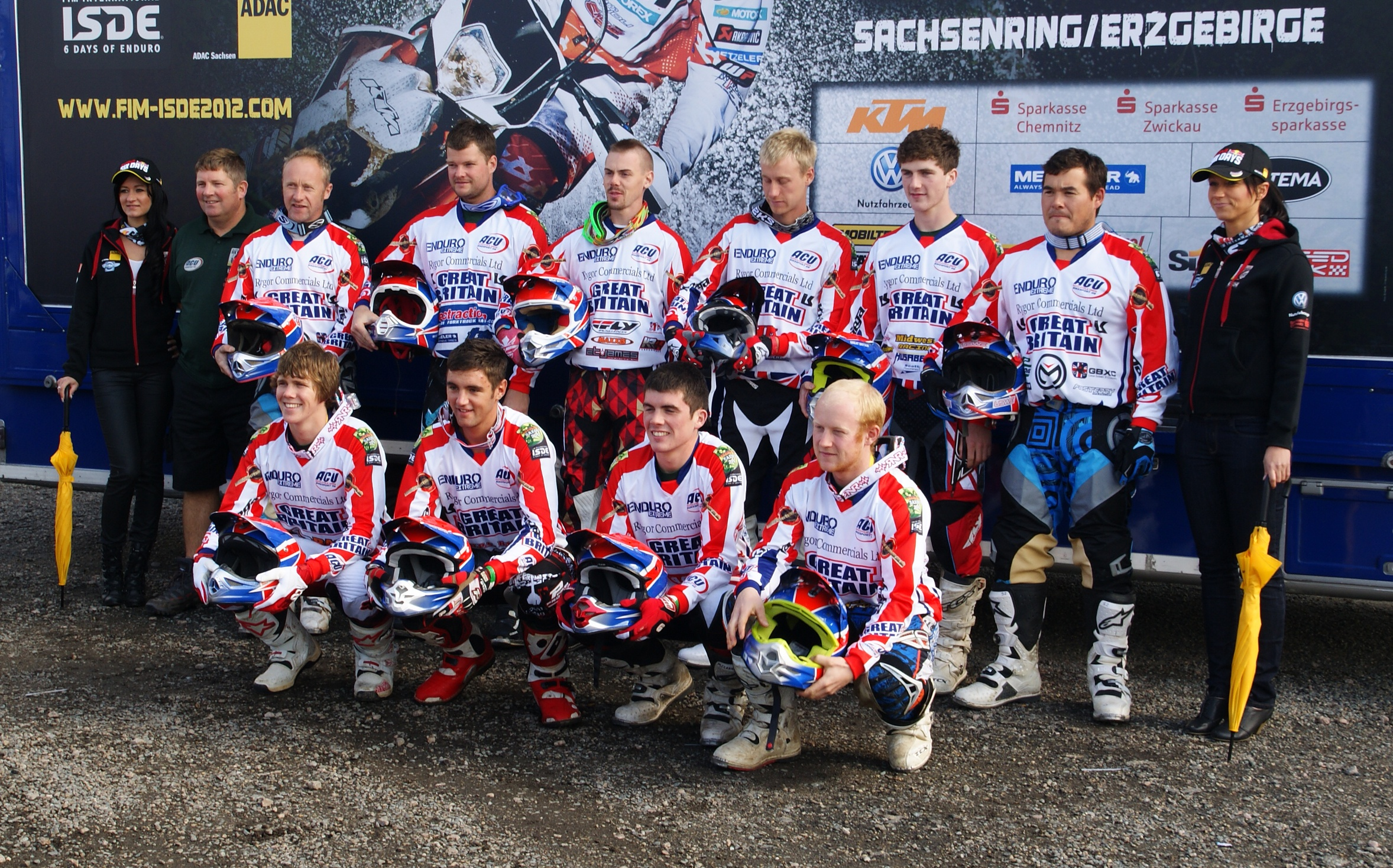
Die britischen Nationalmannschaften bei der 87. Internationalen Sechstagefahrt

Die britischen Nationalmannschaften bei der Internationalen Sechstagefahrt sind eine Auswahl von Fahrern und Fahrerinnen für die Nationenwertungen dieses Wettbewerbes.
Entsprechend den Regelungen für die Sechstagefahrt werden Nationalmannschaften für die Wertung um die World Trophy, die Silbervase (seit 1985: Junior World Trophy) und die Women’s World Trophy zugelassen. Der Umfang der Mannschaften und die Regularien für die Teilnahme änderten sich mehrmals im Laufe der Zeit.
Die britischen Nationalmannschaften zählen zu den erfolgreichsten in der Geschichte dieses Wettbewerbs: Siebzehnmal konnte die World Trophy und elfmal die Silbervase gewonnen werden. Die Erfolge gelangen dabei vor allem in den Anfangsjahren der Veranstaltung. Nachdem zuletzt 1953 die World Trophy errungen wurde, gelang dies erst wieder 2022.
Mit Marjorie Cottle, Edyth Foley und Louie McLean gelang 1927 der einzige Sieg einer reinen Frauenmannschaft im Wettbewerb um die Silbervase. – Bei der erstmaligen Teilnahme einer Frauennationalmannschaft seit Einführung des Wettbewerbs um die Women’s World Trophy im Jahr 2007 gelang 2019 ein dritter Platz. 2022 sicherte sich das Frauenteam den ersten Titel.
Die Liste erhebt keinen Anspruch auf Vollständigkeit.

## 1913–2006
| Jahr | World Trophy | Silbervase |
| ---- | --- | --- |
| 1913 | 1. W. B. Gibb (Douglas Motors) W. B. Little (Premier) Charlie Collier (Matchless-Gespann) | |
|      | | |
| 1920 | | |
| 1921 | 2. Williams (A.J.S.) Newman (Douglas Motors) Gibson (Raleigh) | |
| 1922 | 2. Geoff Davison (Levis) Alec Bennett (Sunbeam) Frank Giles (A.J.S.) | |
| 1923 | 2. Bert Kershaw (New Imperial-J.A.P.) Frank Giles (A.J.S.) Tommy de la Hay (Sunbeam) | |
| 1924 | 1. G. S. Arter (James) C. Wilson (Sunbeam) Frank Giles (A.J.S.) | 3. G. S. Arter (James) C. Wilson (Sunbeam) Frank Giles (A.J.S.)                                                                                  |
| 1925 | 1. (A-Mannschaft) G. S. Arter (James) Bert Kershaw (New Hudson) Frank Giles (A.J.S.) | 1. (A-Mannschaft) G. S. Arter (James) Bert Kershaw (New Hudson) Frank Giles (A.J.S.)                                                             |
| 1925 | 3. (B-Mannschaft) | 4. (B-Mannschaft) |
| 1925 | 2. (C-Mannschaft) W. A. Carr (Morgan) F. W. Neill (Matchless) G. L. Reynard (Royal Enfield) | 2. (C-Mannschaft) W. A. Carr (Morgan) F. W. Neill (Matchless) G. L. Reynard (Royal Enfield)                                                      |
| 1926 | 2. (A-Mannschaft) Frank Giles (A.J.S.) F. W. Neill (Matchless) Leonard Crisp (Humber) | 4. (A-Mannschaft) Frank Giles (A.J.S.) F. W. Neill (Matchless) Leonard Crisp (Humber)                                                            |
| 1926 | 2. (A-Mannschaft) Frank Giles (A.J.S.) F. W. Neill (Matchless) Leonard Crisp (Humber) | 1. (B-Mannschaft) Graham Walker (Sunbeam) J. Lidstone (James) Phil Pike (Norton)                                                                 |
| 1926 | 1. (B-Mannschaft) Graham Walker (Sunbeam) J. Lidstone (James) Phil Pike (Norton) | 3. (C-Mannschaft) Marjorie Cottle (Raleigh) Edyth Foley (Triumph) Louie McLean (B. S. A.)                                                        |
| 1927 | 1. Leonard Crisp (Humber) Graham Walker (Sunbeam) Frank Giles (A. J. S.) | 1. Marjorie Cottle (Raleigh) Edyth Foley (Triumph) Louie McLean (Douglas)                                                                        |
| 1927 | 1. Leonard Crisp (Humber) Graham Walker (Sunbeam) Frank Giles (A. J. S.) | 3. J. W. Mexon (Francis-Barnett) F. W. Neill (Matchless) Phil Pike (Norton)                                                                      |
| 1928 | 1. Vic King (Douglas) Freddie Neill (Matchless) Howard Uzzell (BSA) | 2. (A-Mannschaft) Marjorie Cottle (Raleigh) Edyth Foley (Douglas) Louie McLean (Triumph)                                                         |
| 1928 | 1. Vic King (Douglas) Freddie Neill (Matchless) Howard Uzzell (BSA) | 1. (B-Mannschaft) Leonard Crisp (Humber) Graham Walker (Rudge-Withworth) Frank Giles (A.J.S.)                                                    |
| 1929 | 1. Geoff Butcher (Rudge-Withworth) George Rowley (A.J.S.) Freddie Neill (Matchless) | 1. (A-Mannschaft) L. A. Welch (Royal Enfield) A. R. Edwards (Levis) H. S. Perrey (Ariel)                                                         |
| 1929 | 1. Geoff Butcher (Rudge-Withworth) George Rowley (A.J.S.) Freddie Neill (Matchless) | 6. (B-Mannschaft) Marjorie Cottle (Raleigh) Edyth Foley (Triumph) Louie McLean (Douglas)                                                         |
| 1930 | 3. H. S. Perry (Ariel) L. A. Welch (Royal Enfield) D. F. Povey (Rudge) | 5. (A-Mannschaft) H. S. Kershaw (Ariel) Albert E. Perrigo (BSA) H. G. Uzzell (B.S.A)                                                             |
| 1930 | 3. H. S. Perry (Ariel) L. A. Welch (Royal Enfield) D. F. Povey (Rudge) | 4. (B-Mannschaft) Louie McLean (Douglas) Edyth Foley (A.J.S.) Betty Lermitte (Rudge)                                                             |
| 1931 | 3. H. S. Perry (Ariel) Albert E. Perrigo (B.S.A.) George Rowley (A.J.S.) | 6. (A-Mannschaft) L. A. Welsh (Royal Enfield) Vic Brittain (Sunbeam) F. W. Neill (Matchless)                                                     |
| 1931 | 3. H. S. Perry (Ariel) Albert E. Perrigo (B.S.A.) George Rowley (A.J.S.) | 5. (B-Mannschaft) Peter Bradley (Sunbeam) F. E. Thaker (Ariel) Jack Williams (Rudge)                                                             |
| 1932 | 1. Albert E. Perrigo (BSA 500) George Rowley (A.J.S. 500) Peter Bradley (Sunbeam 600) | 1. (A-Mannschaft) Robert McGregor (Rudge 500) Jack Williams (Rudge 500) Graham Walker (Rudge 500)                                                |
| 1932 | 1. Albert E. Perrigo (BSA 500) George Rowley (A.J.S. 500) Peter Bradley (Sunbeam 600) | 7. (B-Mannschaft) L. Crisp (Triumph 500) F. E. Thaker (Ariel 500) George Povey (B.S.A 500)                                                       |
| 1933 | 2. Peter Bradley (Sunbeam 599) Albert E. Perrigo (B.S.A. 499) George Rowley (A.J.S. 595) | 1. (A-Mannschaft) Vic Brittain (Norton 490) George Povey (B.S.A 499) Jack Williams (Norton 348)                                                  |
| 1933 | 2. Peter Bradley (Sunbeam 599) Albert E. Perrigo (B.S.A. 499) George Rowley (A.J.S. 595) | 3. (B-Mannschaft) F. E. Thaker (Royal Enfield 346) Robert McGregor (Rudge 499) L. Heath (Ariel 497)                                              |
| 1934 | 3. N. C. Bradley (Sunbeam 596) Albert E. Perrigo (B.S.A. 348) V. N. Brittain (Norton 348) | 8. (A-Mannschaft) J. Williams (Norton 348) G. E. Rowley (AJS 346) G. F. Povey (B.S.A. 499)                                                       |
| 1934 | 3. N. C. Bradley (Sunbeam 596) Albert E. Perrigo (B.S.A. 348) V. N. Brittain (Norton 348) | 1. (B-Mannschaft) Len Heath (Ariel 497) R. McGregor (Rudge 499) F. E. Thaker (Royal Enfield 346)                                                 |
| 1935 | 3. N. P. O. Bradley (Sunbeam 599) G. E. Rowley (AJS 346) V. N. Brittain (Norton 348) | A. (A-Mannschaft) G. F. Povey (B.S.A. 348) Albert E. Perrigo (B.S.A. 348) J. Williams (Norton 348)                                               |
| 1935 | 3. N. P. O. Bradley (Sunbeam 599) G. E. Rowley (AJS 346) V. N. Brittain (Norton 348) | 9. (B-Mannschaft) A. Jefferies (Triumph 493) Len Heath (Ariel 497) R. McGregor (Rudge 499)                                                       |
| 1936 | 1. V. N. Brittain (Norton 348) G. E. Rowley (AJS 346) W. S. Waycott (Velocette 595) | 3. (A-Mannschaft) J. Williams (Norton 348) A. Jefferies (Triumph 343) Len Heath (Ariel 497)                                                      |
| 1936 | 1. V. N. Brittain (Norton 348) G. E. Rowley (AJS 346) W. S. Waycott (Velocette 595) | 1. (B-Mannschaft) R. McGregor (Rudge 499) J. A. McL. Leslie (Rudge 499) J. Edward (Rudge 499)                                                    |
| 1937 | 1. V. N. Brittain (Norton 348) G. E. Rowley (AJS 346) W. S. Waycott (Velocette 595) | 8. (A-Mannschaft) J. Williams (Norton 348) Len Heath (Ariel 497) A. Jefferies (Triumph 349)                                                      |
| 1937 | 1. V. N. Brittain (Norton 348) G. E. Rowley (AJS 346) W. S. Waycott (Velocette 595) | 6. (B-Mannschaft) R. McGregor (Rudge 499) J. A. McL. Leslie (Rudge 499) J. Edward (Rudge 499)                                                    |
| 1938 | 1. G. E. Rowley (AJS 346) J. Williams (Norton 348) V. N. Brittain (Norton 348) W. S. Waycott (Velocette 598)                                                                                           | 3. (A-Mannschaft) J. A. McL. Leslie (Rudge 499) R. MacGregor (Rudge 499) W. Tiffen Junior (Velocette 349)                                        |
| 1938 | 1. G. E. Rowley (AJS 346) J. Williams (Norton 348) V. N. Brittain (Norton 348) W. S. Waycott (Velocette 598)                                                                                           | 6. (B-Mannschaft) A. Jeffries (Triumph 249) F. E. Thacker (Triumph 249) J. J. Booker (Royal Enfield 248)                                         |
| 1939 | 3. (a) V. N. Brittain (Norton 490) G. E. Rowley (AJS 347) A. Jefferies (Triumph 498) H. J. Flook (Norton 596)                                                                                          | 9. (a) (A-Mannschaft) L. Heath (Ariel) F. Povey (Ariel) W. T. Tiffen (Velocette)                                                                 |
| 1939 | 3. (a) V. N. Brittain (Norton 490) G. E. Rowley (AJS 347) A. Jefferies (Triumph 498) H. J. Flook (Norton 596)                                                                                          | 7. (a) (B-Mannschaft) C. N. Rogers (Royal Enfield) W. A. West (Ariel) G. N. Wood (Triumph)                                                       |
|      | | |
| 1947 | keine Teilnahme | keine Teilnahme |
| 1948 | 1. Allan Jeffries (Triumph 498) C. N. Rogers (Royal Enfield 346) V. N. Brittain (Royal Enfield 346) B. H. M. Viney (A.J.S. 498) J. Williams (Norton 499)                                               | 1. (A-Mannschaft) P. H. Alves (Triumph 498) C. M. Ray (Ariel 497) W. J. Stocker (Royal Enfield 499)                                              |
| 1948 | 1. Allan Jeffries (Triumph 498) C. N. Rogers (Royal Enfield 346) V. N. Brittain (Royal Enfield 346) B. H. M. Viney (A.J.S. 498) J. Williams (Norton 499)                                               | 4. (B-Mannschaft) F. M. Rist (BSA 348) J. Blackwell (Norton 499) A. F. Gaymer (Triumph 498)                                                      |
| 1949 | 1. F. M. Rist (BSA 499) C. M. Ray (Ariel 497) B. H. M. Viney (A.J.S. 498) P. H. Alves (Triumph 498) C. N. Rogers (Royal Enfield 346)                                                                   | 2. (A-Mannschaft) A. F. Gaymer (Triumph 498) S. B. Manns (Triumph 498) W. J. Stocker (Royal Enfield 346)                                         |
| 1949 | 1. F. M. Rist (BSA 499) C. M. Ray (Ariel 497) B. H. M. Viney (A.J.S. 498) P. H. Alves (Triumph 498) C. N. Rogers (Royal Enfield 346)                                                                   | 11. (B-Mannschaft) J. E. Breffitt (Norton 490) E. Usher (Matchless 498) W. Nicholson (BSA 498)                                                   |
| 1950 | 1. Frederick Maurice Rist (BSA 500) Hugh Viney (AJS 350) P. H. Alves (Triumph 500) W. Jack Stocker (Royal Enfield 350) C. M. Ray (Ariel 500)                                                           | 1. (A-Mannschaft) Don Evans (Ariel 500) Ted Usher (Matchless 350) Bert Gaymer (Triumph 500)                                                      |
| 1950 | 1. Frederick Maurice Rist (BSA 500) Hugh Viney (AJS 350) P. H. Alves (Triumph 500) W. Jack Stocker (Royal Enfield 350) C. M. Ray (Ariel 500)                                                           | 4. (B-Mannschaft) |
| 1951 | 1. Frederick Maurice Rist (BSA 650) Cecil Ray (Ariel 500) Harold Alves (Triumph 650) Jack Stocker (Royal Enfield 500) B. Viney (AJS 500)                                                               | 2. (A-Mannschaft) S. Manns (AJS 500) Albert Gajmer (Triumph 500) Donald Evans (Ariel 500)                                                        |
| 1951 | 1. Frederick Maurice Rist (BSA 650) Cecil Ray (Ariel 500) Harold Alves (Triumph 650) Jack Stocker (Royal Enfield 500) B. Viney (AJS 500)                                                               | 4. (B-Mannschaft) E. Usher (Matchless 500) T. Ellis (BSA 500) Richard Clayton (Norton 500)                                                       |
| 1952 | 3. C. M. Ray (Ariel 498) S. B. Manns (Mathless 498) B. H. M. Viney (AJS 498) P. H. Alves (Triumph 649) W. J. Stocker (Royal Enfield 692)                                                               | 8. (A-Mannschaft) D. S. Evans (Royal Enfield 496) E. Usher (AJS 498) R. Clayton (Matchless 498)                                                  |
| 1952 | 3. C. M. Ray (Ariel 498) S. B. Manns (Mathless 498) B. H. M. Viney (AJS 498) P. H. Alves (Triumph 649) W. J. Stocker (Royal Enfield 692)                                                               | 7. (B-Mannschaft) J. V. Brittain (Royal Enfield 496) P. F. Hammond (Triumph 498) David S. Tye (BSA 499)                                          |
| 1953 | 1. J. V. Brittain (Royal Enfield 496) S. B. Manns (Mathless 497) W. J. Stocker (Royal Enfield 496) P. H. Alves (Triumph 649) B. H. M. Viney (AJS 498)                                                  | 3. (A-Mannschaft) C. M. Ray (Ariel 497) D. S. Evans (Royal Enfield 496) Eduard Usher (Matchless 498)                                             |
| 1953 | 1. J. V. Brittain (Royal Enfield 496) S. B. Manns (Mathless 497) W. J. Stocker (Royal Enfield 496) P. H. Alves (Triumph 649) B. H. M. Viney (AJS 498)                                                  | 6. (B-Mannschaft) David S. Tye (BSA 497) N. S. Holmes (Ariel 497) J. Giles (Triumph 498)                                                         |
| 1954 | 2. B. H. M. Viney (AJS 500) S. B. Manns (Mathless 500) P. H. Alves (Triumph 649) J. V. Brittain (Royal Enfield 350) W. J. Stocker (Royal Enfield 350)                                                  | 9. (A-Mannschaft) Eduard Usher (Matchless 500) C. M. Ray (Ariel 500) D. S. Evans (Royal Enfield 350)                                             |
| 1954 | 2. B. H. M. Viney (AJS 500) S. B. Manns (Mathless 500) P. H. Alves (Triumph 649) J. V. Brittain (Royal Enfield 350) W. J. Stocker (Royal Enfield 350)                                                  | 2. (B-Mannschaft) N. S. Holmes (Ariel 500) John Reginald Giles (Triumph 500) B. W. Martin (BSA 500)                                              |
| 1955 | 3. J. V. Brittain (Royal Enfield 346) S. B. Manns (Mathless 498) Eduard Usher (Matchless 498) C. M. Ray (Ariel 498) P. H. Alves (Triumph 498)                                                          | 9. (A-Mannschaft) J. W. Smith (BSA 499) J. Giles (Triumph 498) G. L. Jackson (Matchless 498)                                                     |
| 1955 | 3. J. V. Brittain (Royal Enfield 346) S. B. Manns (Mathless 498) Eduard Usher (Matchless 498) C. M. Ray (Ariel 498) P. H. Alves (Triumph 498)                                                          | 15. (B-Mannschaft) G. E. Fisher (Francis-Barnett 172) E. W. Smith (Francis-Barnett 172) B. W. Martin (BSA 499)                                   |
| 1956 | 3. J. V. Brittain (Royal Enfield 346) John Reginald Giles (Triumph 649) N. S. Holmes (Ariel 497) S. B. Manns (AJS 506) Brian William Martin (BSA 499) E. Usher (Matchless 348)                         | 17. (A-Mannschaft) George Fischer (Triumph 174) J. V. Smith (BSA 499) P. T. Stirland (Royal Enfield 346) John Edward Wicken (Triumph 498)        |
| 1956 | 3. J. V. Brittain (Royal Enfield 346) John Reginald Giles (Triumph 649) N. S. Holmes (Ariel 497) S. B. Manns (AJS 506) Brian William Martin (BSA 499) E. Usher (Matchless 348)                         | 7. (B-Mannschaft) D. G. Curtis (Matchless 494) Kenneth Heanes (Triumph 174) D. Tye (Ariel 497) S. R. Wicken (AJS 494)                            |
| 1957 | keine Teilnahme | keine Teilnahme |
| 1958 | 6. J. V. Brittain (Royal Enfield 346) S. B. Manns (Matchless 348) John R. Giles (Triumph 349) Kenneth Heanes (Triumph 649) Brian W. Martin (BSA 499) D. G. Curtis (Matchless 498)                      | 13. (A-Mannschaft) S. Wicken (Matchless 348) A. T. Gibbes (Ariel 497) R. J. Langston (Ariel 497) Roy Peplow (Triumph 498)                        |
| 1958 | 6. J. V. Brittain (Royal Enfield 346) S. B. Manns (Matchless 348) John R. Giles (Triumph 349) Kenneth Heanes (Triumph 649) Brian W. Martin (BSA 499) D. G. Curtis (Matchless 498)                      | 14. (B-Mannschaft) J. M. Simpson (Greeves 246) B. G. Stonebridge (Greeves 246) P. T. Stirland (Royald Enfield 346) J. F. Sheehan (Velocette 499) |
| 1959 | 7. A. T. Gibbes (Matchless 350) E. D. Chilton (Triumph 650) C. G. Moram (AJS 500) Terry W. Cheshire (Royal Enfield 350) Donald King Roy (BSA 500) Kenneth Heanes (Triumph 650)                         | keine Teilnahme |
| 1960 | 4. T. J. Sharp (Greeves 248) Peter Fletcher (Royal Enfield 346) A. T. Gibbes (Matchless 497) Colin Moram (AJS 497) Eric D. Chilton (Triumph 648) Ken Heanes (Triumph 650)                              | 20. Brian A. Sharp (Greeves 248) S. H. Miller (Greeves 250) F. S. Billot (Matchless 348) M. James Waller (AJS 347)                               |
| 1961 | 8. J. V. Brittain (Royal Enfield 346) T. Gibbes (AJS 347) J. Giles (Triumph 490) C. G. Moram (AJS 497) E. Chilton (Triumph 649) K. Heanes (Triumph 649)                                                | 13. (A-Mannschaft) T. J. Sharp (Greeves 246) F. S. Billot (Matchless 348) P. Fletcher (Royal Enfield 346) R. S. Peplow (Triumph 490)             |
| 1961 | 8. J. V. Brittain (Royal Enfield 346) T. Gibbes (AJS 347) J. Giles (Triumph 490) C. G. Moram (AJS 497) E. Chilton (Triumph 649) K. Heanes (Triumph 649)                                                | 3. (B-Mannschaft) D. H. Brooker (Greeves 246) B. A. Sharp (Greeves 246) S. H. Miller (Ariel 497) G. S. Blakeway (Triumph 490)                    |
| 1962 | 2. K. Heanes (Triumph 649) A. T. Gibbes (AJS 596) J. R. Giles (Triumph 490) J. T. Harris (BSA 499) G. S. Blakeway (Triumph 348) F. S. Billot (AJS 348)                                                 | 6. (A-Mannschaft) R. S. Peplow (Triumph 348) P. Fletcher (Royal Enfield 248) J. A. Sandiford (BSA 249) J. V. Brittain (Royal Enfield 248)        |
| 1962 | 2. K. Heanes (Triumph 649) A. T. Gibbes (AJS 596) J. R. Giles (Triumph 490) J. T. Harris (BSA 499) G. S. Blakeway (Triumph 348) F. S. Billot (AJS 348)                                                 | 2. (B-Mannschaft) V. E. Eastwood (AJS 497) T. Sharp (Greeves 246) B. Sharp (Greeves 246) A. J. Lampkin (BSA 249)                                 |
| 1963 | 7. J. Giles (Triumph 500) John L. Harris (BSA 500) A. T. Gibbes (AJS 750) K. Heanes (Triumph 750) C. Blakeway (AJS 350) R. S. Peplow (Triumph 350)                                                     | 3. (A-Mannschaft) John Brittain (Royal Enfield 250) Peter Fletcher (Royal Enfield 250) S. H. Miller (Ariel 500) James Sandiford (BSA 350)        |
| 1963 | 7. J. Giles (Triumph 500) John L. Harris (BSA 500) A. T. Gibbes (AJS 750) K. Heanes (Triumph 750) C. Blakeway (AJS 350) R. S. Peplow (Triumph 350)                                                     | 16. (B-Mannschaft) Brian Sharp (Greeves 250) Triss Sharp (Greeves 250) V. E. Eastwood (AJS 500) Arthur J. Lampkin (BSA 350)                      |
| 1964 | 2. R. S. Peplow (Triumph 350) James A. Sandiford (BSA 350) John V. Brittain (Royal Enfield 500) S. H. Miller (Ariel 500) J. R. Giles (Triumph 750) K. Heanes (Triumph 750)                             | 9. (A-Mannschaft) B. Sharp (Greeves 250) T. J. Sharp (Greeves 250) G. Blakeway (AJS 350) S. Ellis (BSA 350)                                      |
| 1964 | 2. R. S. Peplow (Triumph 350) James A. Sandiford (BSA 350) John V. Brittain (Royal Enfield 500) S. H. Miller (Ariel 500) J. R. Giles (Triumph 750) K. Heanes (Triumph 750)                             | 6. (B-Mannschaft) J. E. Lewis (BSA 350) D. J. Nicoll (AJS 500) J. R. Sayer (Triumph 500) J. A. Bates (AJS 500)                                   |
| 1965 | 4. T. J. Sharp (Greeves 250) B. A. Sharp (Greeves 246) S. H. Miller (BSA 343) A. J. Lampkin (BSA 441) R. S. Peplow (Triumph 490) K. Heanes (Triumph 649)                                               | 11. (A-Mannschaft) |
| 1965 | 4. T. J. Sharp (Greeves 250) B. A. Sharp (Greeves 246) S. H. Miller (BSA 343) A. J. Lampkin (BSA 441) R. S. Peplow (Triumph 490) K. Heanes (Triumph 649)                                               | 7. (B-Mannschaft) |
| 1966 | 2. K. Heanes (Triumph 750) A. J. Lampkin (BSA 750) R. S. Peplow (Triumph 500) S. Miller (Triumph 500) J. Giles (Triumph 350) J. R. Sayer (Triumph 350)                                                 | 5. (A-Mannschaft) J. Sandiford (Greeves 250) A. R. Lampkin (BSA 750) J. Lewis (AJS 500) G. J. Farley (Triumph 500)                               |
| 1966 | 2. K. Heanes (Triumph 750) A. J. Lampkin (BSA 750) R. S. Peplow (Triumph 500) S. Miller (Triumph 500) J. Giles (Triumph 350) J. R. Sayer (Triumph 350)                                                 | 10. (B-Mannschaft) B. Wilkinson (Greeves 250) P. Stirland (Greeves 250) M. Andrews (AJS 500) P. Gaunt (AJS 500)                                  |
| 1967 | 8. S. Ellis (BSA 350) G. Farley (Triumph 350) J. Giles (Triumph 500) J. Lewis (AJS 500) K. Heanes (Triumph 750) R. S. Peplow (Triumph 750)                                                             | 21. (A-Mannschaft) P. Lasota (Greeves 250) T. Johns (AJS 500) M. Noyce (AJS 500) M. Soames (BSA 500)                                             |
| 1967 | 8. S. Ellis (BSA 350) G. Farley (Triumph 350) J. Giles (Triumph 500) J. Lewis (AJS 500) K. Heanes (Triumph 750) R. S. Peplow (Triumph 750)                                                             | 16. (B-Mannschaft) M. Andrews (Ossa 250) P. Gaunt (Suzuki 350) K. Sedgley (Suzuki 250) J. Harris (Suzuki 350)                                    |
| 1968 | 7. K. Heanes (Triumph 501) John Edward Lewis (Triumph 504) John Pease (Greeves 250) Peter C. Wilson (Greeves 250) D. Jones (Greeves 256) Malcolm C. Rathmell (Greeves 256)                             | 4. (A-Mannschaft) Tye J. Flight (AJS 360) Michael James Noyce (BSA 441) Michael Soames (BSA 441) Brian Roy Cowshall (BSA 441)                    |
| 1968 | 7. K. Heanes (Triumph 501) John Edward Lewis (Triumph 504) John Pease (Greeves 250) Peter C. Wilson (Greeves 250) D. Jones (Greeves 256) Malcolm C. Rathmell (Greeves 256)                             | 12. (B-Mannschaft) John Harris (Husqvarna 360) M. Andrews (Ossa 230) Peter Gaunt (Ossa 230) J. A. Sandiford (Husqvarna 360)                      |
| 1969 | 3. Malcolm Rathmell (Greeves 250) John Pease (Greeves 250) James Sandiford (Triumph 500) John Reginald Giles (Triumph 500) Colin F. Dommett (Triumph 750) Roy S. Peplow (Triumph 750)                  | 19. (A-Mannschaft) Jonathan Tye (Puch Dalesman 125) Thomas George Fayers (BSA 500) Michael James Noyce (BSA 500) Michael Alfred Soames (BSA 500) |
| 1969 | 3. Malcolm Rathmell (Greeves 250) John Pease (Greeves 250) James Sandiford (Triumph 500) John Reginald Giles (Triumph 500) Colin F. Dommett (Triumph 750) Roy S. Peplow (Triumph 750)                  | 24. (B-Mannschaft) Ernie Page (Puch 125) Jan Douglas Miller (Puch Dalesman 125) Derek John Edgar (Puch 125) Donald Buchan (Greeves 250)          |
| 1970 | 6. M. C. Rathmell (Triumph 500) J. R. Giles (Triumph 504) M. Wilkinson (Kriumph 504) K. Heanes (triumph 504) J. Pease (Triumph 504) J. A. Sandiford (Triumph 504)                                      | 16. (A-Mannschaft) |
| 1970 | 6. M. C. Rathmell (Triumph 500) J. R. Giles (Triumph 504) M. Wilkinson (Kriumph 504) K. Heanes (triumph 504) J. Pease (Triumph 504) J. A. Sandiford (Triumph 504)                                      | 17. (B-Mannschaft) |
| 1971 | 7. M. Rathmell (Cheney-Triumph 490) J. Pease (Cheney-Triumph 504) M. Wilkinson (Cheney-Triumph 504) M. Andrews (Cheney-Triumph 504) J. A. Sandford (Cheney-Triumph 504) K. Heanes (Cheney-Triumph 504) | 14. (A-Mannschaft) G. E. Webb (Cheney BSA 441) E. Thompson (Cheney BSA 441) T. G. Fayers (Cheney BSA 441) B. R. Cowshall (Cheney BSA 441)        |
| 1971 | 7. M. Rathmell (Cheney-Triumph 490) J. Pease (Cheney-Triumph 504) M. Wilkinson (Cheney-Triumph 504) M. Andrews (Cheney-Triumph 504) J. A. Sandford (Cheney-Triumph 504) K. Heanes (Cheney-Triumph 504) | 5. (B-Mannschaft) A. Sharp (Ossa 251) M. Bowers (Ossa 251) D. J. Smith (Ossa 251) D. Thorpe (Ossa 251)                                           |
| 1972 | 7. J. Farley (Montesa 250) M. Rathmell (Bultaco 250) J. Sandiford (Bultaco 250) D. Jeremiah (Jawa 350) M. Andrews (Ossa 350) A. Browning (Triumph 1300)                                                | 8. (A-Mannschaft) M. P. Eunice (BSA 500) E. Thompson (BSA 500) G. E. Webb (Triumph 1300) T. Fayers (BSA 500)                                     |
| 1972 | 7. J. Farley (Montesa 250) M. Rathmell (Bultaco 250) J. Sandiford (Bultaco 250) D. Jeremiah (Jawa 350) M. Andrews (Ossa 350) A. Browning (Triumph 1300)                                                | 17. (B-Mannschaft) J. Ballantyne (Monark 175) E. Page (Ossa 250) S. Young (Ossa 250) D. Bald (Ossa 250)                                          |
| 1973 | 2. Arthur Browning (Triumph 1300) Alan Lampkin (Triumph 500) Ernie Page (Rick-Zun 125) Malcom Rathmell (Triumph 500) Jim Sandiford (Rick-Zun 125) John Pease (Triumph 1300)                            | 22. (A-Mannschaft) George Webb (Dales 100) E. J. Thompson (Dales 125) Tom Fayers (Dales 125) T. Walker (Dales 125)                               |
| 1973 | 2. Arthur Browning (Triumph 1300) Alan Lampkin (Triumph 500) Ernie Page (Rick-Zun 125) Malcom Rathmell (Triumph 500) Jim Sandiford (Rick-Zun 125) John Pease (Triumph 1300)                            | 13. (B-Mannschaft) G. Monk (Triumph 1300) Mick Bowers (Rick-Zun 125) Dave Smith (Rick-Zun 125) Geoff Chandler (Rick-Zun 125)                     |
| 1974 | 8. Mick Bowers (Jawa 250) Dave Jeremiah (Jawa 360) Ernie Page (Jawa 250) John Pease (Jawa 360) Andy Roberton (Jawa 350) Dave Smith (Jawa 350)                                                          | 13. (A-Mannschaft) George Webb (KTM 250) T. J. Thompson (KTM 250) J. R. Belton (KTM 250) Tom Fayers (KTM 360)                                    |
| 1974 | 8. Mick Bowers (Jawa 250) Dave Jeremiah (Jawa 360) Ernie Page (Jawa 250) John Pease (Jawa 360) Andy Roberton (Jawa 350) Dave Smith (Jawa 350)                                                          | 12. (B-Mannschaft) Geoff Chandler (KTM 250) Dave Hobbs (KTM 360) Dave Randall (KTM 360) Clive Smith (KTM 250)                                    |
| 1975 | 10. Nick Jeffries (Jawa 250) Dave Hobbs (Jawa 250) | 5. E. Price (Jawa 360) T. J. Thompson (Jawa 350)                                                                                                 |
| 1976 | 4. Ernie Page (Suzuki 250) Brian Higgins (Suzuki 250) Mick Bowers (Bultaco 350) John May (Bultaco 500) Dave Jeremiah (Jawa 500) Ted Tompson (Suzuki 250)                                               | 15. Stanley Munro Young (KTM 250) Trevor James Hay (KTM 250) John Victor Allan (Bultaco 250) David McCutheon (KTM 500)                           |
| 1977 | 9. | keine Teilnahme |
| 1978 | 3. Arthur Browning (KTM 250) David Jeremiah (KTM 500) David Bickers (KTM 350) John Knight (KTM 350) Michael Bowers (KTM 350) John May (KTM 500)                                                        | 6. Gordon Phillip (KTM 250) Peter Reid (KTM 500) Cic Allan (KTM 500) Ernie Page (KTM 500)                                                        |
| 1979 | 9. John May (KTM 500) John Knight (KTM 500) Dave Jeremiah (KTM 175) Geraint Jones (KTM 350) Philip Gordon (KTM 250) Arthur Browning (KTM 500)                                                          | 15. Mick Bowers (KTM 250) Ernie Page (KTM 175) Len Twaites (KTM 175) Neill Buttery (KTM 175)                                                     |
| 1980 | 9. Derrick Edmondson (SWM 175) Neill Buttery (SWM 175) Dai Jeremiah (SWM 250) Andre Zembrusky (SWM 250) Geraint Jones (Maico 500) John May (SWM 500)                                                   | 13. Alan Brick (SWM 175) Gordon Philip (SWM 250) Arthur Browning (SWM 250) Ian Thompson (SWM 350)                                                |
| 1981 | 13. Alan Brick (SWM 80) Dave Jeremiah (SWM 175) Andre Zembrzuski (KTM 250) Arthur Browning (SWM 250) John Knight (KTM 500) Ian Thompson (Maico 500)                                                    | 6. Neill Buttery (KTM 125) Derrick Edmondson (SWM 175) Geraint Jones (Maico 500) John May (SWM 500)                                              |
| 1982 | 13. | 10. |
| 1983 | 5. Neill Buttery (KTM 125) Andrew Roberton (Kawasaki 250) Derrick Edmondson (Honda 250) Geraint Jonas (KTM 420) Ian Thompson (KTM 420) Arthur Browning (Yamaha 600 4T)                                 | 5. Andre Zembrzuski (Husqvarna 250) Tim Hughes (Husqvarna 250) Alan Bates (Husqvarna 430) Aled Williams (Husqvarna 430)                          |
| 1984 | 5. Alan Brick (Suzuki 80) Alan Bates (Suzuki 250) Derrick Edmondson (Honda 250) Geraint Jonas (KTM 500) Arthur Browning (Yamaha 500 4T) Ian Thompson (Yamaha 500 4T)                                   | 11. Nigel Finnigan (Yamaha 125) Timothy Hughes (Maico 250) Calvin Williams (KTM 250) Douglas Kerr (Husqvarna 500)                                |
| 1985 | 5. Nigel Finnigan (Yamaha 125) Derrick Edmondson (Honda 250) Alan Bates (Husqvarna 250) Douglas Kerr (Husqvarna 500) Geraint Jones (Husqvarna 500) Leslie Howes (Yamaha +500 4T)                       | ab 1985: Junior World Trophy |
| 1985 | 5. Nigel Finnigan (Yamaha 125) Derrick Edmondson (Honda 250) Alan Bates (Husqvarna 250) Douglas Kerr (Husqvarna 500) Geraint Jones (Husqvarna 500) Leslie Howes (Yamaha +500 4T)                       | 9. Adrian Smith (Honda 125) Paul Gapbrother (KTM 300) Calvin Williams (KTM 300) Geoffrey Hand (Yamaha +500 4T)                                   |
| 1986 | 10. Nigel Finmigan (Honda 125) Alan Bates (Suzuki 250) Paul Fairbrother (KTM 250) Dougie Kerr (Husqvarna 500) Geraint Jones (Husqvarna 500) Les Howes (KTM +500 4T)                                    | 4. Paul Edmondson (Honda 80) Ady Smith (Honda 250) Aled Williams (Husqvarna 250) Wyn Hughes (Husqvarna 500)                                      |
| 1987 | 4. Paul Edmondson (Yamaha 125) Aled Williams (Husqvarna 250) Alan Bates (Suzuki 250) Geraint Jonas (Husqvarna 500) Les Howes (Husqvarna +500 4T) John Deacon (Husqvarna +500 4T)                       | 9. Ady Smith (Maico 250) Carl Tiley (Kawasaki 250) Alan Thomas (Husqvarna 250) Wyn Hughes (Husqvarna 500)                                        |
| 1988 | 5. Paul Edmondson (Yamaha 125) Alan Bates (Suzuki 250) Paul Fairbrother (KTM 250) Geraint Jones (Husqvarna 500) Wyn Hughes (Husqvarna 500) John Deacon (Husqvarna +500 4T)                             | 5. Stuart Brettle (Yamaha 125) Andrew James (Suzuki 125) Christian Walton (Suzuki 250) Carl Tiley (Kawasaki 250)                                 |
| 1989 | 7. Paul Edmondson (KTM 125) Alan Bates (Suzuki 250) Paul Fairbrother (KTM 250) Geraint Jones (Husqvarna 500) Wyn Hughes (Husqvarna +500 4T) John Deacon (Husqvarna +500 4T)                            | 12. Stuart Brettle (Yamaha 125) Andrew James (Suzuki 125) Christian Walton (Suzuki 250) Carl Tiley (Kawasaki 250)                                |
| 1990 | 9. Paul Edmondson (KTM 125) Alan Bates (Suzuki 250) Carl Tiley (Kawasaki 250) Ady Smith (Yamaha 250) John Deacon (Husqvarna 350 4T) Geraint Jones (Husaberg +500 4T)                                   | 9. Andrew James (Suzuki 125) Chris Bird (Honda 250) Alan Davies (Suzuki 250) Russell Millward (Yamaha 250)                                       |
| 1991 | 4. Paul Edmondson (Husqvarna 125) Carl Tiley (Kawasaki 250) Ady Smith (Suzuki 250) Alan Bates (Suzuki 250) Paul Fairbrothers (KTM 500) John Deacon (Husqvarna 350 4T)                                  | 9. Joel Mitson (KTM 125) Chris Bird (KTM 250) Adrian Nixon (Kawasaki 250) Russell Millward (Honda 250)                                           |
| 1992 | 10. John Deacon (Husqvarna 350 4T) Paul Edmondson (Husqvarna 250) Russell Millward (Honda 250) Paul Fairbrother (KTM 125) Carl Tiley (Husqvarna 250) Ady Smith (Kawasaki 500)                          | 7. Robert Sartin (Husqvarna 250) Joel Mitson (Suzuki 125) Simon Evans (Suzuki 125) Adrian Nixon (Kawasaki 250)                                   |
| 1993 | 5. Michael Extance (TM 80) Paul Edmondson (Husqvarna 125) Chris Koch (Suzuki 250) Chris Bird (Husqvarna 250) Rob Sartin (Yamaha 250) John Deacon (KTM 350)                                             | 10. Simon Evans (TM 125) Derek Little (Yamaha 125) Lee Beresford (Yamaha 250) Joel Mitson (KTM 250)                                              |
| 1994 | 14. Paul Edmondson (GasGas 125) Ady Smith (Suzuki 125) Rob Sartin (Yamaha 175) Chris Koch (Suzuki 175) John Deacon (KTM 350 4T) Chris Walton (Husqvarna 1300 4T)                                       | keine Teilnahme |
| 1995 | 4. Ady Smith (Suzuki 125) Paul Edmondson (GasGas 175) Wyn Hughes (Suzuki 175) Rob Sartin (Yamaha 175) Carl Tiley (Husqvarna 350 4T) John Deacon (KTM 500 4T)                                           | 6. Andrew Edwards (Suzuki 125) Jason Fraser (KTM 175) Matt Lewis (Husqvarna 175) Tim Lewis (KTM 175)                                             |
| 1996 | 13. Tim Lewis (KTM 125) Paul Edmondson (GasGas 175) Rob Sartin (Yamaha 175) Carl Tiley (TM 175) Wyn Hughes (Husqvarna 175) John Deacon (KTM 500 4T)                                                    | keine Teilnahme |
| 1997 | keine Teilnahme | 7. Jonity Edmunds (TM 125) Andrew Edwards (Suzuki 125) Rowan Jones (Yamaha 125) Juan Knight (Yamaha 175)                                         |
| 1998 | 10. Jason Fraser Mark Vaughan Tim Lewis Rob Sartin Wyn Hughes John Deacon | 10. Andrew Edwards Rowan Jones Edward Jones Rob Wrayford                                                                                         |
| 1999 | 7. Wayne Braybrook (Honda 125) Mark Vaughan (Honda 250) John Shirt (GasGas 250) Richard Hay (Husqvarna 250) Joel Mitson (Kawasaki 250) Jason Fraser (Yamaha 400)                                       | 6. Andrew Edwards (Honda 125) Roman Jones (Yamaha 125) Edward Jones (Yamaha 125) David Knight (Yamaha 250)                                       |
| 2000 | 9. Andrew Edwards (KTM 125) David Knight (Yamaha 250) Paul Edmondson (Kawasaki 250) Wayne Braybrook (GasGas 250) Mark Vaughan (Honda 250) Jason Fraser (Yamaha 400)                                    | 8. Dylan Jones (Yamaha 125) Edward Jones (KTM 125) Stevie Roper (KTM 125) Euan McConnell (KTM 400)                                               |
| 2001 | 17. Andrew Edwards (KTM 125) Tim Lewis (TM 125) Richard Hay (Husqvarna 250) Wayne Braybrook (GasGas 250) Rob Wrayford (Kawasaki 400) Jason Fraser (Yamaha 250)                                         | 5. Edward Jones (KTM 125) Stevie Roper (KTM 125) Euan McConnell (KTM 250) Roman Jones (Yamaha 250)                                               |
| 2002 | 4. Edward Jones (KTM 125) Juan Knight (GasGas 127) David Knight (Yamaha 175) Wayne Braybrook (Yamaha 175) Euan McConnell (Yamaha 175) Paul Edmondson (Husqvarna 400 4T)                                | 10. Robert Jones (Yamaha 125) Stevie Roper (KTM 125) Dylan Jones (Yamaha 250 4T) Jonathan Williams (KTM 500 4T)                                  |
| 2003 | keine Teilnahme | 8. Chris Hay (KTM 125) Dylan Jones (Yamaha 250) Robert Jones (Yamaha 125) Kevin Murray (KTM 450)                                                 |
| 2004 | 5. Paul Edmondson (Honda) Wayne Braybrook (Honda) Chris Hay (KTM) Edward Jones (KTM) David Knight (KTM) Juan Knight (GasGas)                                                                           | 4. Daryl Bolter (Husqvarna) Simon Wakely (Honda) Dylan Jones (Yamaha) Robert Jones (Yamaha)                                                      |
| 2005 | 4. Edward Jones (KTM) Simon Wakeley (Honda) Kevin Murray (Yamaha) Paul Edmondson (Honda) Euan McConnell (Honda) David Knight (KTM)                                                                     | 11. Greg Evans (Honda) Lee Edmondson (Honda) Oliver Moyce (Husqvarna) Tom Sagar (GasGas)                                                         |
| 2006 | 9. Richard Hay (KTM 125) Edward Jones (KTM 250) Chris Hockey (Husqvarna 250) Dylan Jones (Yamaha 250) Andrew Edwards (KTM 125) Evan McConnell (TM 530)                                                 | 7. Simon Wakeley (Honda 250) Daryl Bolter (Husqvarna 250) Tom Sagar (Honda 250) Jason Francis Thomas (KTM 250)                                   |

## Seit 2007
| Jahr | World Trophy | Junior World Trophy                                                                                 | Women’s World Trophy                                                                    |
| ---- | --- | --------------------------------------------------------------------------------------------------- | --------------------------------------------------------------------------------------- |
| 2007 | 5. Tom Sager (KTM 250) Ed Jones Dylan Jones (Yamaha 125) Paul Edmondson (Suzuki 250) Chris Hockey (Husqvarna 250) Euan McConnell (TM 300) | 10. Lee Edmondson (Honda 250) Greg Evans (KTM 250) Ashley Wood Oliver Moyce (Yamaha 250)            | keine Teilnahme                                                                         |
| 2008 | 21. Tom Sagar (KTM) Dylan Jones (Yamaha) Daryl Bolter (Husqvarna) Jason Thomas (KTM) Simon Wakley (Husqvarna) Edward Jones (KTM)          | 8. Lee Edmondson (Honda) Ashley Wood (KTM) Oliver Moyce (Yamaha) Jamie Paget (Moto TM)              | keine Teilnahme                                                                         |
| 2009 | 7. Paul Edmondson (Suzuki) David Knight (Kawasaki) Greg Evens (KTM) Euan McConnell (KTM) Tom Sagar (Suzuki) Simon Wakely (Husqvarna)      | 12. Oliver Moyce (Husaberg) Ashley Wood (GasGas) Jamie Paget (TM) Lee Edmondson (Honda)             | keine Teilnahme                                                                         |
| 2010 | keine Teilnahme | keine Teilnahme                                                                                     | keine Teilnahme                                                                         |
| 2011 | 10. Paul Edmondson (KTM) Simon Wakely (Husaberg) Tom Sagar (KTM) Ashley Wood (KTM) Greg Evans (KTM) Jordan Rose (Husqvarna)               | 3. Jack Rowland (Husqvarna) Alexander Rockwell (Husaberg) Jonny Walker (KTM) Danny McCanney (KTM)   | keine Teilnahme                                                                         |
| 2012 | 8. Tom Sagar (Honda) Jamie McCanney (KTM) Jordan Rose (Moto TM) Lee Edmondson (Honda) Jason Thomas (KTM) Paul Edmondson (KTM)             | 2. Danny McCanney (GasGas) Alex Rockwell (Husaberg) Jack Rowland (Husqvarna) Steve Holcombe (KTM)   | keine Teilnahme                                                                         |
| 2013 | 6. Jason Thomas (KTM) Jamie Lewis (Honda) Daryl Bolter (KTM) Lee Edmondson (Beta) Tom Sagar (KTM) Jordan Rose (Moto TM)                   | 3. Daniel McCanney (GasGas) Jamie McCanney (Husaberg) Jack Rowland (Husqvarna) Steve Holcombe (KTM) | keine Teilnahme                                                                         |
| 2014 | keine Teilnahme | keine Teilnahme                                                                                     | keine Teilnahme                                                                         |
| 2015 | 20. David Knight (KTM) Jamie Lewis (KTM) Jamie McCanney (Husqvarna) Jack Rowland (Sherco) Tom Sagar (KTM) Joe Wootton (Husqvarna)         | 5. James Dent (KTM) Josh Gotts (Moto TM) Rob Johnson (KTM) Lee Sealey (Husqvarna)                   | keine Teilnahme                                                                         |
| 2016 | 2. Daniel McCanney (Husqvarna) Jamie Lewis (Yamaha) Nathan Watson (KTM) Jamie McCanney (Yamaha)                                           | 14. Lee Sealey (Yamaha) Jack Edmondson (KTM) Joshua Gotts (TM)                                      | keine Teilnahme                                                                         |
| 2017 | 5. Nathan Watson (KTM) Frazer Flockhart (KTM) Kevin Murray (Beta) Lee Sealey (Yamaha)                                                     | 4. Joseph Wootton (Husqvarna) Thomas Ellwood (Sherco) Damiel Mundell (KTM)                          | keine Teilnahme                                                                         |
| 2018 | keine Teilnahme | keine Teilnahme                                                                                     | keine Teilnahme                                                                         |
| 2019 | 17. Alex Snow (GasGas) Daniel McCanney (TM) Brad Freeman (Beta) Joe Wooton (Husqvarna)                                                    | 10. Damiel Mundell (Sherco) Alex Walton (Yamaha) Jed Etchells (Sherco)                              | 3. Jane Daniels (Husqvarna) Nieve Holmes (GasGas) Rosie Rowett (Husqvarna)              |
| 2021 | keine Teilnahme | keine Teilnahme                                                                                     | 2. Jane Daniels (Fantic) Nieve Holmes (GasGas) Rosie Rowett (KTM)                       |
| 2022 | 1. Steve Holcombe (Beta) Nathan Watson (Honda) Jed Etchells (Fantic) Jamie McCanney (Husqvarna)                                           | 4. Aaron Gordon (Yamaha) Alex Walton (Sherco) Harry Edmondson (Fantic)                              | 1. Jane Daniels (Fantic) Nieve Holmes (Sherco) Rosie Rowett (KTM)                       |
| 2023 | 3. Jed Etchells (Fantic) Jamie McCanney (Husqvarna) Nathan Watson (Honda) Alex Snow (GasGas)                                              | 9. Charlie Chater (Yamaha) Max Ingham (Yamaha) Harry Edmondson (Yamaha)                             | 7. Emily Hall (Beta) Nieve Holmes (Sherco) Elizabeth Tett (Rieju)                       |
| 2024 | 18. Steve Holcombe (Honda 300 4T) Harry Edmondson (KTM 350 4T) Jack Edmondson (Beta 300 2T) Josh Gotts (TM 300 4T)                        | 5. Sam Davies (KTM 250 4T) Max Ingham (Triumph 250 4T) Sam Hughes (Husqvarna 350 4T)                | 6. Elizabeth Tett (GasGas 250 4T) Nieve Holmes (Sherco 250 2T) Emily Hall (Beta 200 2T) |